# Пси рата (филм)
Пси рата (енгл. The Dogs of War) амерички је пустоловни ратни филм из 1980. године, у режији Џона Ирвина, а по сценарију Герија Девора и Џорџа Малкоа, према истоименом роману Фредерика Форсајта. Главне улоге играју: Кристофер Вокен и Том Беринџер.
У филму је мала плаћеничка јединица војника приватно ангажована да свргне председника измишљене афричке земље по узору на Гвинеју Бисао, Гвинеју-Конакри, Екваторијалну Гвинеју и Анголу (као што су биле крајем 1970-их), тако да британски тајкун може добити приступ налазиштима платине.
Наслов је заснован на реченици из историјске трагедије Вилијема Шекспира Јулије Цезар (чин III, сцена 1): „Плачите, пустош је!, и пустите псе рата да измакну“.

## Радња филма
Џејмс Шенон је Американац чија је главна делатност учешће у војним дејствима за новац. Једног дана добија наруџбу од Ендина, представника рударске компаније заинтересоване за Зангаро, малу афричку земљу која је богата платином. Земљом управља диктатор генерал Кимба. Компанија је заинтересована за стабилност постојећег режима у држави.
Прерушен у фотографа орнитолога, Џејмс стиже у земљу, али готово одмах привлачи пажњу локалних обавештајних агенција. Шенон је ухапшен и мучен. У затвору упознаје бившег председничког кандидата др Окојеа, којег је диктатор такође затворио. Џејмс је на крају пуштен и враћен у САД. Овде Шенон обавештава Ендина да је земља у хаосу, а генерал Кимба чак не верује ни сопственом гарнизону. Тада му послодавац нуди да се врати у Зангаро већ са циљем да свргне Кимбу и успостави моћ пуковника Бобија повезаног са компанијом.
Шенон на задатак доводи своје старе познанике. Они тајно купују оружје у Европи и одлазе у Зангаро на малом броду. Овде им се придружује мали, али добро обучен одред локалних побуњеника. Ноћу, Шенон и његови сапутници пристају на обалу близу Кларенса, главног града земље, а затим изненадни напад на гарнизон у коме се крије Кимба. Успевају да заузму тврђаву и униште диктатора. Ендин и Боби стижу ујутру, али Шенон је већ поставио др Окојеа за новог председника Зангароа.